# Uniwersytet Świętego Stefana
Uniwersytet Świętego Stefana (węg. Szent István Egyetem) – węgierska publiczna szkoła wyższa z siedzibą w Gödöllő.
Uczelnia powstała w roku 2000 poprzez połączenie kilku niezależnych jednostek edukacyjnych: Wydziału Medycyny Weterynaryjnej, Uniwersytetu Rolniczego w Gödöllő (Gödöllői Agrártudományi Egyetem), Kolegium Technicznego im. Miklósa Ybl (Ybl Miklós Műszaki Főiskola), Kolegium Nauczycielskiego w Jászberény (Jászberényi Tanítóképző Főiskola). W 2009 roku dołączono również Kolegium Sámuela Tessedika (Tessedik Sámuel Főiskola). 
Najstarszą z jednostek wchodzących w skład uniwersytetu był Wydział Medycyny Weterynaryjnej założony w 1787 roku w Budapeszcie. W roku 2016 został on ponownie przekształcony w samodzielną uczelnię Uniwersytet Medycyny Weterynaryjnej w Budapeszcie (Állatorvostudományi Egyetem). W tym samym roku do uczelni przyłączono Wydziały: Ogrodnictwa, Nauk o Żywności oraz Architektury Krajobrazu (wraz z Arboretum w Szarvas), funkcjonujące dotąd przy Uniwersytecie Korwina w Budapeszcie.
W grudniu 2015 roku, decyzją parlamentu węgierskiego, Wydział Sztuki Użytkowej Uniwersytetu św. Stefana połączono z dotychczasowym Kolegium Karola Eszterházyego w Egerze, Kolegium Karola Roberta w Gyöngyös tworząc Uniwersytet Karola Eszterházyego.
Uczelnia składa się z trzech kampusów, położonych w Gödöllő, Budapeszcie i Szarvas:
- Budapeszt:
  - Wydział Nauk o Żywności
  - Wydział Ogrodnictwa
  - Wydział Architektury Krajobrazu i Urbanistyki
  - Wydział Architektury i Budownictwa im. Miklósa Ybla
- Gödöllő
  - Wydział Nauk Rolniczych i Środowiskowych
  - Wydział Nauk Ekonomicznych i Społecznych
  - Wydział Inżynierii Mechanicznej.